# Сезон ФК «Арсенал-Київ» 2017—2018
Сезон ФК «Арсенал-Київ» 2017—2018 — 3-й сезон київського «Арсенала» у чемпіонатах України після відродження клубу.
На початку січня залишив клуб помічник головного тренера Андрій Ущаповський, що був призначений головним тренером молодіжного складу одеського «Чорноморця».
11 лютого 2018 року стало відомо про кардинальні зміни у керівництві команди. Новим співвласником та президентом клубу став колишній гравець «Арсенала» Івиця Пирич. Хорватський функціонер придбав 50 % акцій київського клубу, увійшовши до складу правління «канонірів». Посаду спортивного директора було довірено ще одному екс-футболісту киян Владимиру Рибичу, а за пошук футболістів та співпрацю з європейськими академіями відповідальним призначили Горана Вельковича.

## Список матчів

### Чемпіонат України
| 1 тур 15 липня 2017 | «Арсенал-Київ»                                        | 1 – 1    | «Оболонь-Бровар» (Київ)  | Щасливе                                                     |  |
| 16:30               | Олександр Батальський 45' · Олександр Батальський 86' | Протокол | Олег Слободян 30' (пен.) | Стадіон: «Княжа-Арена» Глядачі: 400 Суддя: Олександр Шандор |  |

| 2 тур 22 липня 2017 | «Миколаїв»                            | 2 – 3    | «Арсенал-Київ»                                                       | Миколаїв                                                                     |  |
| 18:00               | Михайло Цебро 47' Ігор Сікорський 58' | Протокол | Артем Пилипенко 45' Олександр Батальський 67' Олексій Майданевич 74' | Стадіон: Центральний міський стадіон Глядачі: 400 Суддя: Олександр Афанасьєв |  |

| 3 тур 30 липня 2017 | «Арсенал-Київ»                                | 3 – 1    | «Інгулець» (Петрове)          | Щасливе                                                     |  |
| 17:00               | Артем Пилипенко 35', 90+1' Сергій Семенюк 41' | Протокол | Олександр Акименко 71' (пен.) | Стадіон: «Княжа-Арена» Глядачі: 1000 Суддя: Вадим Запрутняк |  |

| 4 тур 5 серпня 2017 | «Геліос» (Харків) | 0 – 1    | «Арсенал-Київ»         | Харків                                                        |  |
| 17:00               |                   | Протокол | Олексій Майданевич 67' | Стадіон: «Геліос-Арена» Глядачі: 900 Суддя: Володимир Міланич |  |

| 5 тур 9 серпня 2017 | «Арсенал-Київ»                             | 2 – 0    | «Волинь» (Луцьк) | Щасливе                                                       |  |
| 18:30               | Олександр Батальський 35' Вадим Семчук 62' | Протокол |                  | Стадіон: «Княжа-Арена» Глядачі: 250 Суддя: Олександр Кальонов |  |

| 6 тур 14 серпня 2017 | «Полтава» | 0 – 1    | «Арсенал-Київ»   | Полтава                                              |  |
| 18:00                |           | Протокол | Вадим Семчук 68' | Стадіон: «Локомотив» Глядачі: 800 Суддя: Юрій Грисьо |  |

| 7 тур 20 серпня 2017 | «Арсенал-Київ» | 0 – 0    | «Рух» (Винники) | Щасливе                                                     |  |
| 17:00                |                | Протокол |                 | Стадіон: «Княжа-Арена» Глядачі: 150 Суддя: Дмитро Кривушкін |  |

| 8 тур 26 серпня 2017 | «Гірник-спорт» (Горішні Плавні) | 1 – 3    | «Арсенал-Київ»                                                        | Горішні Плавні                                           |  |
| 17:00                | Олексій Пінчук 37'              | Протокол | Олександр Батальський 54' Олексій Пінчук 68' (аг) Руслан Черненко 73' | Стадіон: «Юність» Глядачі: 700 Суддя: Максим Козиряцький |  |

| 9 тур 30 серпня 2017 | «Арсенал-Київ»                  | 1 – 0    | «Десна» (Чернігів)    | Щасливе                                                      |  |
| 17:00                | Артем Старгородський 28' (пен.) | Протокол | Леван Арвеладзе 90+2' | Стадіон: «Княжа-Арена» Глядачі: 600 Суддя: Володимир Міланич |  |

| 10 тур 3 вересня 2017 | «Балкани» (Зоря)                         | 1 – 3    | «Арсенал-Київ»                                                      | Зоря                                                                    |  |
| 16:00                 | Олександр Ільницький 45' Петро Стасюк 8' | Протокол | Олександр Батальський 40' Танасій Косован 59' Адерінсола Есеола 90' | Стадіон: Стадіон імені Бориса Тропанця Глядачі: 2300 Суддя: Юрій Іванов |  |

| 11 тур 9 вересня 2017 | «Арсенал-Київ»                                        | 2 – 0    | «Авангард» (Краматорськ) | Щасливе                                                     |  |
| 16:30                 | Адерінсола Есеола 56' Артем Старгородський 67' (пен.) | Протокол |                          | Стадіон: «Княжа-Арена» Глядачі: 300 Суддя: Олександр Шандор |  |

| 12 тур 16 вересня 2017 | «Жемчужина» (Одеса) | 0 – 3    | «Арсенал-Київ»                                       | Одеса                                                       |  |
| 17:00                  |                     | Протокол | Олександр Батальський 21' Адерінсола Есеола 48', 52' | Стадіон: «Спартак» Глядачі: 600 Суддя: Олександр Омельченко |  |

| 13 тур 25 вересня 2017 | «Арсенал-Київ»                                                        | 2 – 1    | «Колос» (Ковалівка)    | Щасливе                                                   |  |
| 16:00                  | Джемаль Кизилатеш 49' Артем Старгородський 52' Андрій Деркач 29', 63' | Протокол | Андрій Деркач 57' (аг) | Стадіон: «Княжа-Арена» Глядачі: 800 Суддя: Євген Петренко |  |

| 14 тур 1 жовтня 2017 | «Арсенал-Київ»         | 1 – 0    | «Черкаський Дніпро» | Щасливе                                                     |  |
| 15:00                | Олексій Майданевич 45' | Протокол |                     | Стадіон: «Княжа-Арена» Глядачі: 300 Суддя: Дмитро Кривушкін |  |

| 15 тур 7 жовтня 2017 | «Нафтовик-Укрнафта» (Охтирка) | 0 – 0    | «Арсенал-Київ» | Охтирка                                             |  |
| 15:00                |                               | Протокол |                | Стадіон: «Нафтовик» Глядачі: 600 Суддя: Юрій Іванов |  |

| 16 тур 11 жовтня 2017 | «Арсенал-Київ»                                                       | 3 – 1    | «Суми»          | Щасливе                                                       |  |
| 14:30                 | Сергій Семенюк 1' Олександр Батальський 27' Артем Старгородський 84' | Протокол | Юрій Бушман 53' | Стадіон: «Княжа-Арена» Глядачі: 350 Суддя: Максим Козиряцький |  |

| 17 тур 15 жовтня 2017 | «Кремінь» (Кременчук) | 1 – 1    | «Арсенал-Київ»        | Кременчук                                                   |  |
| 15:00                 | Максим Богданов 73'   | Протокол | Джемаль Кизилатеш 54' | Стадіон: «Кремінь-Арена» Глядачі: 1000 Суддя: Віталій Маляр |  |

| 18 тур 21 жовтня 2017 | «Оболонь-Бровар» (Київ) | 1 – 5    | «Арсенал-Київ»                                                                                 | Київ                                                          |  |
| 16:00                 | Олександр Гуськов 22'   | Протокол | Олексій Майданевич 25' Олександр Батальський 56', 64' Сергій Семенюк 59' Адерінсола Есеола 73' | Стадіон: «Оболонь-Арена» Глядачі: 1300 Суддя: Дмитро Панчишин |  |

| 19 тур 30 жовтня 2017 | «Арсенал-Київ»                                                         | 3 – 0    | «Миколаїв» | Щасливе                                                    |  |
| 14:00                 | Олександр Батальський 1' Олександр Єрмаченко 21' Адерінсола Есеола 77' | Протокол |            | Стадіон: «Княжа-Арена» Глядачі: 400 Суддя: Вадим Запрутняк |  |

| 20 тур 3 листопада 2017 | «Інгулець» (Петрове)    | 1 – 0    | «Арсенал-Київ» | Петрове                                                     |  |
| 17:00                   | Олександр Кучеренко 82' | Протокол |                | Стадіон: «Інгулець» Глядачі: 750 Суддя: Олександр Афанасьєв |  |

| 21 тур 11 листопада 2017 | «Арсенал-Київ»                                                             | 3 – 1    | «Геліос» (Харків) | Щасливе                                                |  |
| 13:00                    | Олександр Батальський 21' Адерінсола Есеола 67' Вадим Счастливцев 82' (аг) | Протокол | Артем Козлов 17'  | Стадіон: «Княжа-Арена» Глядачі: 200 Суддя: Юрій Іванов |  |

| 22 тур 17 листопада 2017 | «Волинь» (Луцьк)             | 1 – 3    | «Арсенал-Київ»                                                     | Луцьк                                     |  |
| 16:00                    | Владислав Шаповал 36' (пен.) | Протокол | Джемаль Кизилатеш 8' Руслан Черненко 70' Олександр Батальський 86' | Стадіон: «Авангард» Суддя: Євген Петренко |  |

| 23 тур 19 березня 2018 | «Арсенал-Київ»                                                    | 3 – 1    | «Полтава»            | Київ                                                           |  |
| 15:00                  | Олександр Батальський 33' Олексій Майданевич 82' Дієго Агірре 84' | Протокол | Максим Дегтярьов 28' | Стадіон: «Оболонь-Арена» Глядачі: 400 Суддя: Юрій Можаровський |  |

| 24 тур 25 березня 2018 | «Рух» (Винники) | 1 – 0    | «Арсенал-Київ» | Львів                                                  |  |
| 14:00                  | Ігор Дуць 23'   | Протокол |                | Стадіон: «Україна» Глядачі: 3000 Суддя: Євген Петренко |  |

| 25 тур 1 квітня 2018 | «Арсенал-Київ» | 0 – 1    | «Гірник-спорт» (Горішні Плавні) | Київ                                                         |  |
| 16:00                |                | Протокол | Сергій Панасенко 72'            | Стадіон: НТК імені Віктора Баннікова Суддя: Дмитро Кривушкін |  |

| 26 тур 7 квітня 2018 | «Десна» (Чернігів)                                          | 3 – 3    | «Арсенал-Київ»                                                               | Чернігів                                                                    |  |
| 16:00                | Денис Фаворов 35' Єгор Картушов 36' Сергій Семенюк 89' (аг) | Протокол | Олександр Єрмаченко 54' Іван Трубочкін 82' Максим Фещук 84' Максим Фещук 85' | Стадіон: Стадіон імені Юрія Гагаріна Глядачі: 4823 Суддя: Володимир Міланич |  |

| 27 тур 14 квітня 2018 | «Арсенал-Київ»          | 1 – 0    | «Балкани» (Зоря) | Щасливе                                                    |  |
| 15:00                 | Олександр Єрмаченко 74' | Протокол |                  | Стадіон: «Княжа-Арена» Глядачі: 500 Суддя: Дмитро Панчишин |  |

| 28 тур 18 квітня 2018 | «Авангард» (Краматорськ) | 1 – 0    | «Арсенал-Київ»          | Краматорськ                                               |  |
| 17:00                 | Роман Мірошник 85'       | Протокол | Сергій Даценко 53', 73' | Стадіон: «Прапор» Глядачі: 1483 Суддя: Максим Козиряцький |  |

| 29 тур 22 квітня 2018 | «Арсенал-Київ»                               | 2 – 0    | «Жемчужина» (Одеса) | Щасливе                                           |  |
| 16:00                 | Джемаль Кизилатеш 2' Олександр Єрмаченко 47' | Протокол |                     | Стадіон: «Княжа-Арена» Суддя: Олександр Афанасьєв |  |

### Кубок України
| 2-й раунд 26 липня 2017 | «Нікополь» | 0 – 1    | «Арсенал-Київ»   | Нікополь                                                       |  |
| 17:00                   |            | Протокол | Навід Насімі 66' | Стадіон: «Електрометалург» Глядачі: 1000 Суддя: Євген Петренко |  |

| 3-й раунд 20 вересня 2017                                                                                   | «Інгулець» (Петрове) | 0 – 0 (5 — 6 пен.)                                                                                    | «Арсенал-Київ» | Петрове                                                    |  |
| 17:30 |                      | Протокол                                                                                              |                | Стадіон: «Інгулець» Глядачі: 500 Суддя: Максим Козиряцький |  |
| |                      | Пенальті                                                                                              |                |                                                            |  |
| Роман Гончаренко · Арман Кен Елла · Роман Світличний · Роман Локтіонов · Ніка Січінава · Олександр Медведєв |                      | Максим Боровець Артем Пилипенко Олександр Вечтомов Руслан Черненко Артем Старгородський Дмитро Іванов |                |                                                            |  |

| 1/8 фіналу 25 жовтня 2017 | «Арсенал-Київ» | 0 – 1    | «Верес» (Рівне)     | Щасливе                                                |  |
| 13:00                     |                | Протокол | Євген Морозенко 19' | Стадіон: «Княжа-Арена» Глядачі: 600 Суддя: Юрій Грисьо |  |

## Склад
| №             | Ім'я                  | Народився  | Зріст | Вага | Ліга | Ліга | Кубок | Кубок | Загалом | Загалом |
| №             | Ім'я                  | Народився  | Зріст | Вага | Ігор | Г    | Ігор  | Г     | Ігор    | Г       |
| ------------- | --------------------- | ---------- | ----- | ---- | ---- | ---- | ----- | ----- | ------- | ------- |
| Воротарі:     |                       |            |       |      |      |      |       |       |         |         |
| 31            | Сергій Сітало         | 20.12.1986 | 190   | 84   | 26   | -15  | 0     | -0    | 26      | -15     |
| 33            | Дмитро Іванов         | 30.09.1989 | 186   | 71   | 8    | -8   | 3     | -1    | 11      | -9      |
| Захисники:    |                       |            |       |      |      |      |       |       |         |         |
| 3             | Олексій Майданевич    | 18.07.1991 | 181   | 70   | 33   | 5    | 2     | 0     | 35      | 5       |
| 5             | Дмитро Зозуля         | 09.06.1988 | 188   | 78   | 32   | 0    | 1     | 0     | 33      | 0       |
| 35            | Андрій Деркач         | 28.05.1985 | 184   | 75   | 31   | 1    | 0     | 0     | 31      | 1       |
| 44            | Іван Трубочкін        | 17.03.1993 | 182   | 73   | 18   | 1    | 1     | 0     | 19      | 1       |
| 23            | Навід Насімі          | 01.03.1995 | 178   | 69   | 17   | 0    | 2     | 1     | 19      | 1       |
| 15            | Олександр Вечтомов    | 11.01.1988 | 182   | 74   | 15   | 0    | 2     | 0     | 17      | 0       |
| 4             | Олександр Шевченко    | 24.10.1992 | 192   | 81   | 5    | 0    | 3     | 0     | 8       | 0       |
| 22            | Орхан Ібадов          | 20.06.1998 | 189   | 80   | 3    | 0    | 1     | 0     | 4       | 0       |
| 24            | Володимир Дмитренко   | 23.07.1995 | 183   | 75   | 3    | 0    | 1     | 0     | 4       | 0       |
| 32            | Сергій Даценко        | 06.09.1987 | 187   | 80   | 3    | 0    | 0     | 0     | 3       | 0       |
| 45            | Олександр Осман       | 18.04.1996 | 169   | 60   | 3    | 0    | 0     | 0     | 3       | 0       |
| Півзахисники: |                       |            |       |      |      |      |       |       |         |         |
| 13            | Артем Старгородський  | 17.01.1982 | 180   | 76   | 30   | 5    | 2     | 0     | 32      | 5       |
| 9             | Андрій Домбровський   | 12.08.1995 | 173   | 65   | 29   | 0    | 3     | 0     | 32      | 0       |
| 8             | Сергій Семенюк        | 27.01.1991 | 176   | 59   | 29   | 3    | 2     | 0     | 31      | 3       |
| 14            | Джемаль Кизилатеш     | 14.09.1994 | 178   | 70   | 28   | 4    | 2     | 0     | 30      | 4       |
| 19            | Вадим Семчук          | 24.11.1993 | 184   | 71   | 26   | 3    | 1     | 0     | 27      | 3       |
| 17            | Руслан Черненко       | 29.09.1992 | 187   | 78   | 21   | 2    | 2     | 0     | 23      | 2       |
| 73            | Максим Боровець       | 15.04.1992 | 175   | 70   | 19   | 0    | 1     | 0     | 20      | 0       |
| 77            | Олександр Єрмаченко   | 29.01.1993 | 170   | 62   | 16   | 4    | 1     | 0     | 17      | 4       |
| 11            | Кирило Матвєєв        | 22.06.1996 | 180   | 70   | 15   | 0    | 2     | 0     | 17      | 0       |
| 21            | Валерій Кучеров       | 11.08.1993 | 175   | 68   | 11   | 0    | 0     | 0     | 11      | 0       |
| 90            | Юрій Бушман           | 14.05.1990 | 175   | 70   | 11   | 0    | 0     | 0     | 11      | 0       |
| 27            | Олександр Васильєв    | 27.04.1994 | 186   | 74   | 9    | 0    | 1     | 0     | 10      | 0       |
| 28            | Танасій Косован       | 03.03.1995 | 177   | 73   | 2    | 1    | 1     | 0     | 3       | 1       |
| Нападники:    |                       |            |       |      |      |      |       |       |         |         |
| 10            | Олександр Батальський | 28.10.1986 | 190   | 83   | 32   | 14   | 2     | 0     | 34      | 14      |
| 95            | Артем Пилипенко       | 21.08.1995 | 176   | 66   | 13   | 3    | 2     | 0     | 15      | 3       |
| 45            | Адерінсола Есеола     | 28.06.1991 | 189   | 77   | 11   | 7    | 2     | 0     | 13      | 7       |
| 18            | Дієго Агірре          | 11.01.1993 | 187   | 84   | 12   | 1    | 1     | 0     | 13      | 1       |
| 20            | Максим Фещук          | 25.11.1985 | 183   | 75   | 9    | 2    | 0     | 0     | 9       | 2       |
| 55            | Іван Родич            | 11.11.1985 | 179   | 75   | 7    | 1    | 0     | 0     | 7       | 1       |
| 77            | Віктор Коровіков      | 14.09.1994 | 181   | 75   | 2    | 0    | 1     | 0     | 3       | 0       |
| 70            | Сергій Гринь          | 06.06.1994 | 178   | 72   | 2    | 0    | 0     | 0     | 2       | 0       |
| 70            | Павло Федосов         | 14.08.1996 | 175   | 67   | 2    | 0    | 0     | 0     | 2       | 0       |
| 7             | Олексій Кікірешко     | 20.02.1977 | 179   | 77   | 2    | 0    | 0     | 0     | 2       | 0       |

Тренерський штаб
| Посада           | Ім'я                 | Народився  | Примітки                        |
| ---------------- | -------------------- | ---------- | ------------------------------- |
| Головний тренер  | Сергій Літовченко    | 30.01.1979 |                                 |
| Тренер           | Валерій Черних       | 05.06.1955 |                                 |
| Тренер           | Андрій Ущаповський   | 08.02.1982 | З початку сезону — 9 січня 2018 |
| Граючий тренер   | Артем Старгородський | 17.01.1982 |                                 |
| Тренер воротарів | Ігор Хіманич         | 11.06.1966 |                                 |

## Трансфери

### Літні трансфери
Прийшли
| Дата           | Позиція | Ім'я                | Звідки               | Вартість      | Період                 |
| -------------- | ------- | ------------------- | -------------------- | ------------- | ---------------------- |
| 6 липня 2017   | ЗХ      | Андрій Деркач       | «Кизилкум»           | вільний агент | немає даних            |
| 12 липня 2017  | НП      | Віктор Коровіков    | «Колос»              | вільний агент | немає даних            |
| 12 липня 2017  | ПЗ      | Олександр Васильєв  |                      | вільний агент | немає даних            |
| 21 липня 2017  | ЗХ      | Олександр Вечтомов  | «Інгулець»           | вільний агент | немає даних            |
| 27 липня 2017  | ПЗ      | Максим Боровець     | «Колос»              | вільний агент | немає даних            |
| 15 серпня 2017 | НП      | Павло Федосов       | «Рига»               | вільний агент | немає даних            |
| 29 серпня 2017 | ПЗ      | Танасій Косован     |                      | вільний агент | немає даних            |
| 29 серпня 2017 | НП      | Дієго Агірре        | «Депортес Вальдівія» | немає даних   | немає даних            |
| 31 серпня 2017 | НП      | Адерінсола Есеола   | «Зірка»              | Оренда        | До 31 грудня 2017 року |
| 1 вересня 2017 | ЗХ      | Орхан Ібадов        |                      | вільний агент | немає даних            |
| 8 вересня 2017 | ЗХ      | Володимир Дмитренко |                      | вільний агент | немає даних            |
| 6 жовтня 2017  | ЗХ      | Іван Трубочкін      |                      | вільний агент | немає даних            |
| 6 жовтня 2017  | ПЗ      | Олександр Єрмаченко |                      | вільний агент | немає даних            |

### Зимові трансфери
Прийшли
| Дата            | Позиція | Ім'я             | Звідки      | Вартість      | Період                 |
| --------------- | ------- | ---------------- | ----------- | ------------- | ---------------------- |
| 20 січня 2018   | ПЗ      | Сергій Даценко   | «Дніпро» Мг | немає даних   | немає даних            |
| 20 січня 2018   | ПЗ      | Юрій Бушман      |             | вільний агент | немає даних            |
| 28 січня 2018   | ЗХ      | Олександр Осман  | «Динамо» К  | Оренда        | До 30 червня 2018 року |
| 31 січня 2018   | ПЗ      | Валерій Кучеров  | «Верес»     | немає даних   | немає даних            |
| 1 березня 2018  | НП      | Максим Фещук     | «Тараз»     | вільний агент | До 31 грудня 2018 року |
| 1 березня 2018  | ВР      | Ярослав Костенко |             | вільний агент | немає даних            |
| 2 березня 2018  | ПЗ      | Сергій Гринь     | «Шахтар» Д  | Оренда        | До 2 березня 2019 року |
| 16 березня 2018 | НП      | Іван Родич       |             | вільний агент | немає даних            |

Пішли
| Дата            | Позиція | Ім'я                | Куди          | Вартість            | Період                 |
| --------------- | ------- | ------------------- | ------------- | ------------------- | ---------------------- |
| 1 січня 2018    | НП      | Артем Пилипенко     |               | вільний агент       |                        |
| 1 січня 2018    | НП      | Адерінсола Есеола   | «Зірка»       | повернувся з оренди |                        |
| 1 січня 2018    | НП      | Павло Федосов       |               | вільний агент       |                        |
| 1 січня 2018    | НП      | Олексій Кікірешко   |               | завершив кар'єру    |                        |
| 1 січня 2018    | ПЗ      | Танасій Косован     | «Ігеа Віртус» | вільний агент       | До 30 червня 2018 року |
| 29 січня 2018   | ЗХ      | Володимир Дмитренко |               | вільний агент       |                        |
| 22 лютого 2018  | ПЗ      | Олександр Васильєв  | «Мінськ»      | вільний агент       |                        |
| 26 лютого 2018  | НП      | Віктор Коровіков    | «Полісся»     | вільний агент       | До 30 червня 2018 року |
| 23 березня 2018 | ЗХ      | Олександр Вечтомов  | «Миколаїв»    | немає даних         |                        |